# 澄ましバター

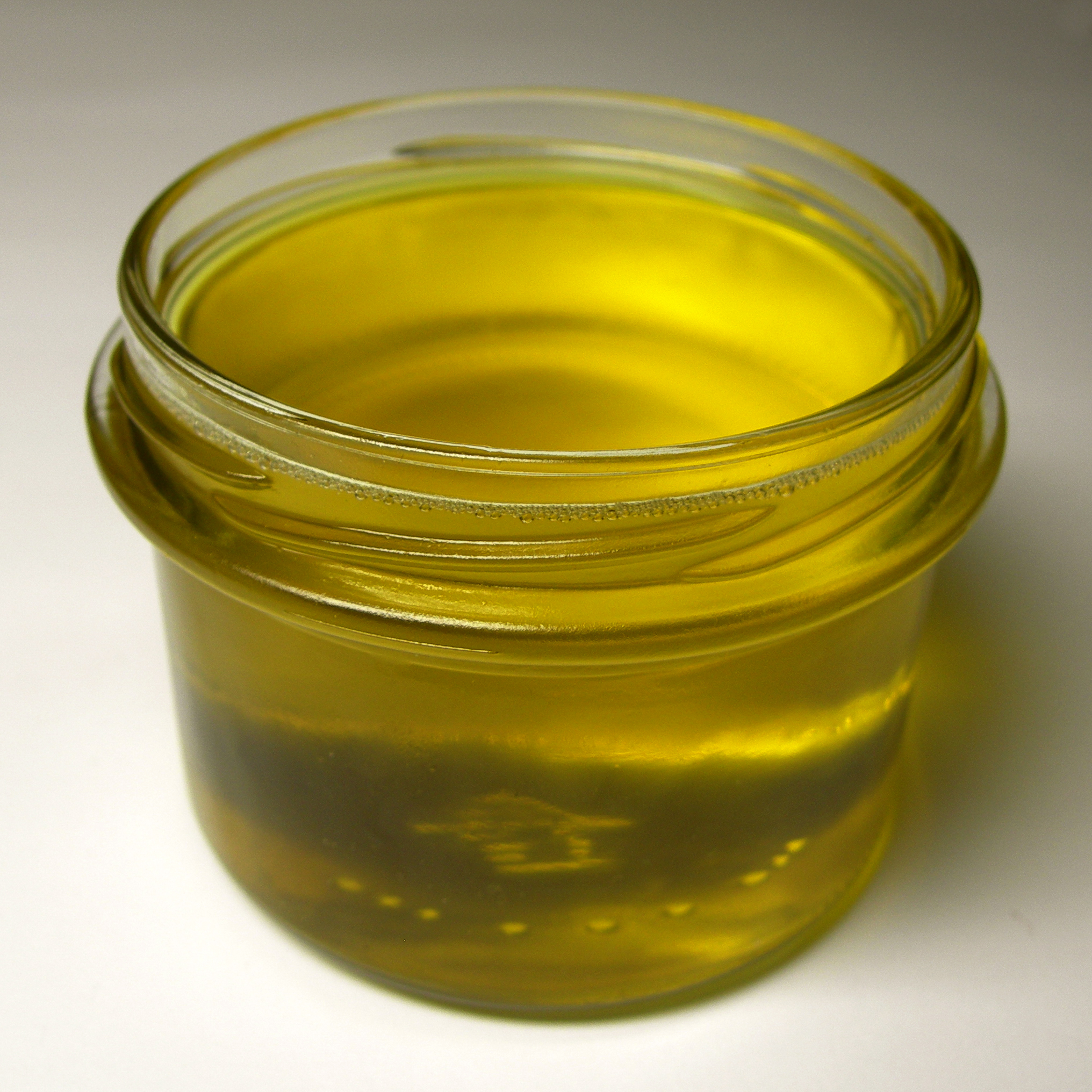
作り立ての澄ましバターで、まだ液体状である。

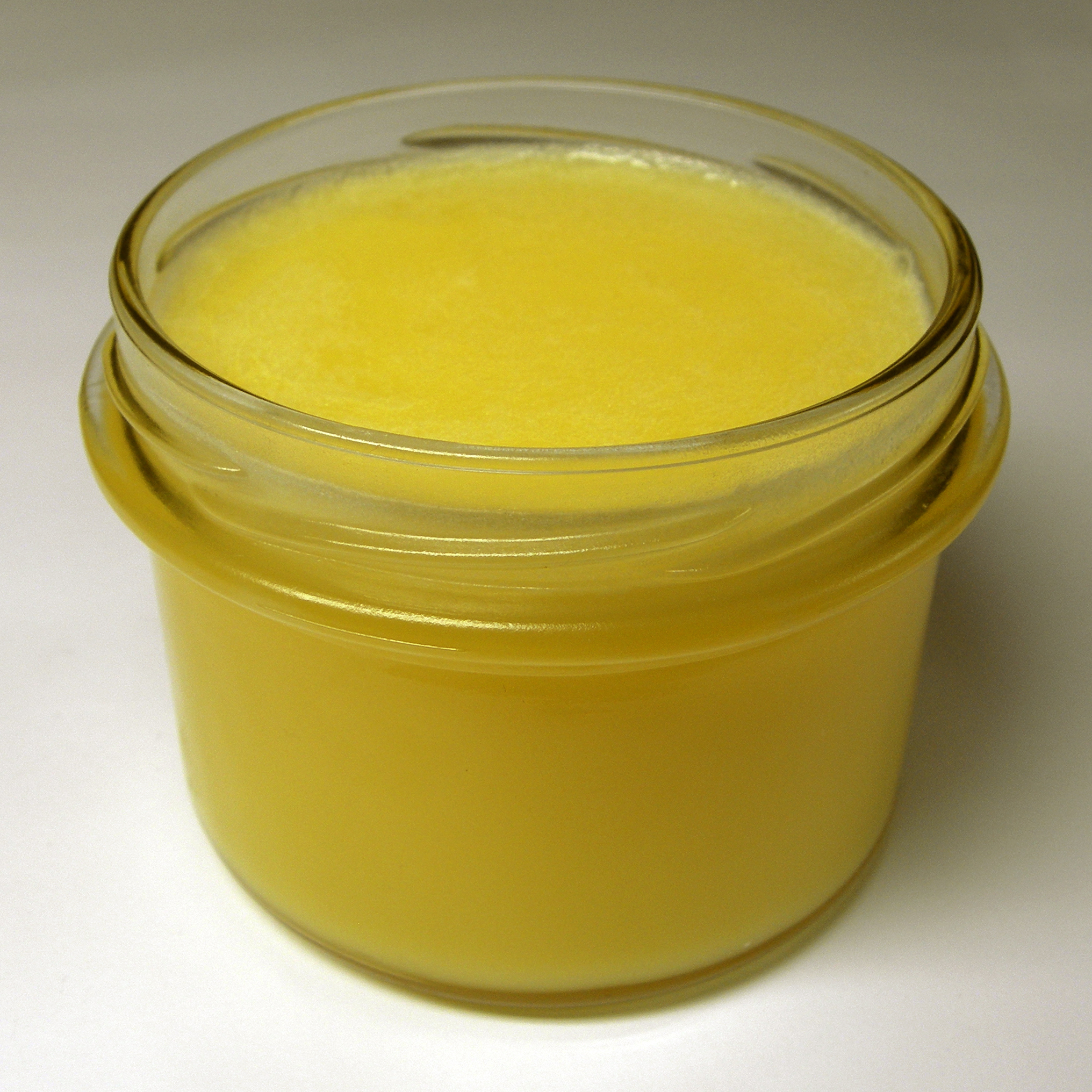
室温に置いた澄ましバター

澄ましバター（すましバター、英: clarified butter）は、バターから無脂乳固形分と水分を分離除去（レンダリング）し、精製した乳脂肪。
家庭では溶かしバターを放置し、比重分離させて使われる。加熱により水分が蒸発すると、タンパク質などの水溶性成分が、表面に浮かんだり底に沈む。これを掬い取ったり、削り落として得られる。
工業的には、直接蒸発法で析出させた無脂乳固形分をデカンテーションや遠心分離で分離した後、真空乾燥されるほか、クリームの乳化状態を壊したうえで遠心分離により液体として分離して製造される。

## 性質
発煙点が、通常のバター（163 - 190℃）よりも高く（252℃）、ソテー等のより高温で加熱する調理に適している。また、新鮮なバターよりも保存性が高く、賞味期限がずっと長い。精製により乳糖やカゼインをほとんど含まないため、乳糖不耐症や牛乳アレルギーの人でも摂取できる。

## 地域的なバリエーション

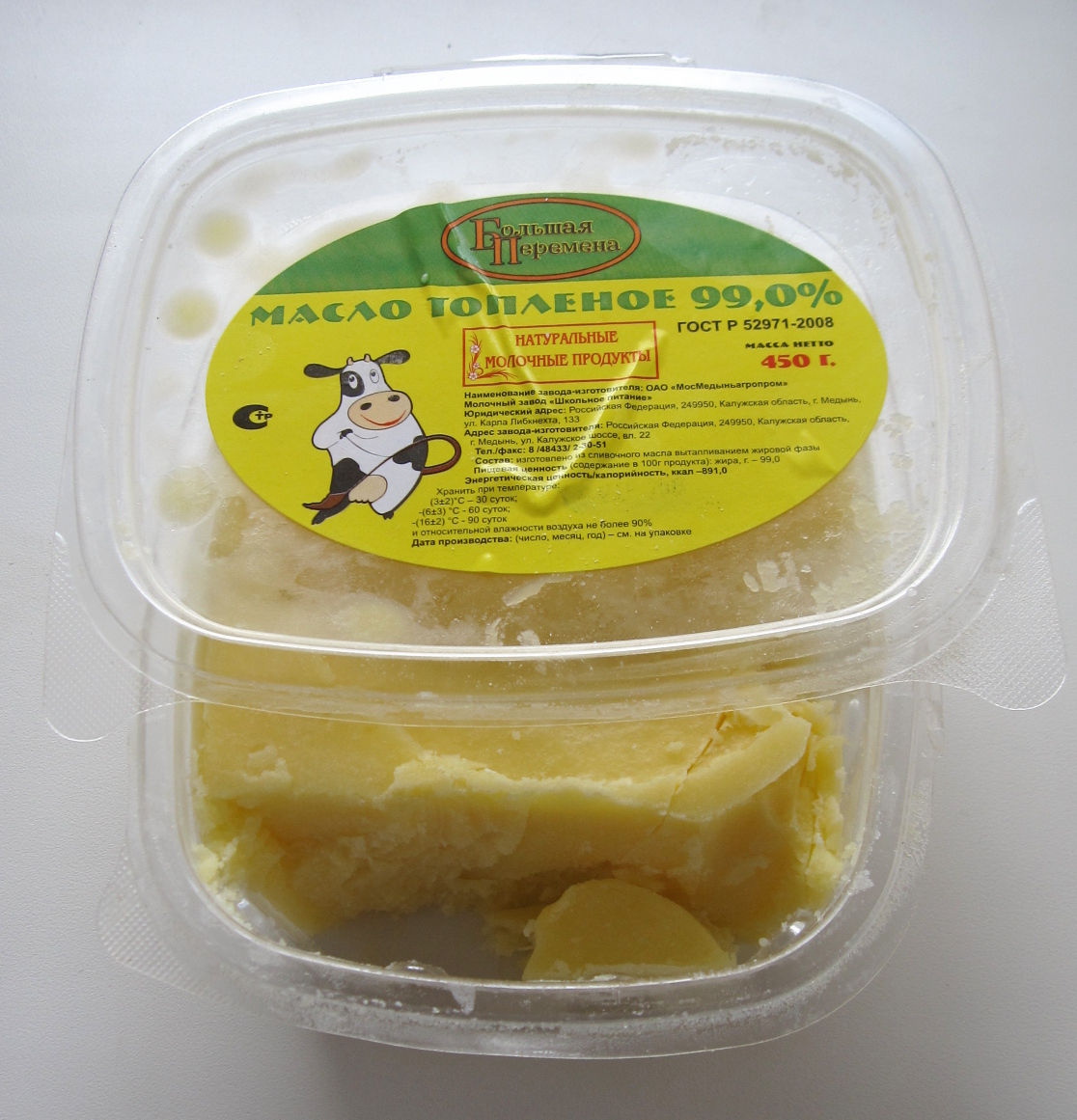
ロシアの澄ましバター

インド亜大陸や南アジアのギーは、バターを長時間加熱して水分を蒸発させ、乳固形分をキャラメル化させて濾すことでナッツの風味を付けたものである。